# 12540 Picander
12540 Picander este un asteroid din centura principală, descoperit pe 26 iulie 1998 de Eric Elst.